# キーンベイオネット
キーンベイオネット（KEEN BAYONET）とは、タイトーのコンピューターゲーム『ダライアス』に登場する架空の宇宙戦艦。

## 特徴
メカジキ型巨大戦艦で、本物のカジキ類よりもやや寸胴の体型。
多くのカジキが持つ細い腹ビレが見当たらない。名称は”鋭い銃剣”を意味し、メカジキの英名である”SWORD FISH”からの連想と思われる。
ゲームではステージ5のK、L、M、N、Oゾーンに登場し、それぞれ青、赤、緑、紫、銀という配色となっている。

## 能力
カジキの象徴である吻先から火炎弾を連射し、背鰭は5連装レーザー砲台、胸鰭はニードル弾ランチャーとなっている。シルバーホークとY座標が合うと、それらが一斉に火を吹く。
弱点は口の中で、そこに撃ち込まないと撃沈することは出来ない。背鰭と胸鰭の砲塔は破壊可能で、破壊すれば攻撃能力を減退させることが出来る。
しかし、モチーフであるカジキのように吻を振るったり、それを利用して体当たりしてくるような攻撃方法はない。
エキストラバージョンでは胸鰭からのニードル弾の弾速は遅くなったが、背鰭からのレーザーの弾速は逆に速くなっている。更に自機を認識するY座標の幅がそれ以前のバージョンと比べて広くなっているため、多少手強くなっている。

## 登場作品
他の戦艦類に比べ、あまり登場機会に恵まれていないボスキャラクターである。

### スーパーダライアス、ダライアスプラス
PCエンジン版に登場するが、アーケード版でボツになった他のボス達が増えたため、設定色の紫カラーのみがOゾーンに登場する。

### スーパーダライアスII
中ボスとなって登場する。攻撃方法は同じで、カラーは設定の紫のみ。
Ⅰの時は破壊できなかった吻部分も破壊できるが、そうしないと倒すことが出来ない。

### ダライアス外伝
Jゾーン背景に隠れているが、それだけで、ゲーム中に戦うことはない。

## 海生魚類型キャラクター
本種のようなスズキ目魚類モチーフのボスキャラにキラーヒジアとリトルストライプ、ダークモドンがいるが、他にも海生魚型の中ボス等に、次のような種類がある。
スーパーダライアスII
最終ステージWゾーンに同じスズキ目のコバンザメモチーフの中ボスとしてアインダート（EYEN DART）が登場する。
最初はホホジロザメモチーフの中ボス、エーザムの腹にくっついているだけだが、このボスが破壊される直前に脱出し、ステージを少し進んだ後再び現れる。まず先端部から満月の形をした障害物を出し、それを盾にして上下移動しながら、胴体部分と船尾部分の分離合体を繰り返し、2本の直進レーザーを発射して攻撃する。
Wゾーンにはトビウオ型の中ボスのバーナーエンジェル（BARNOR ANGEL）が登場。名目通り、高速で突撃してくる攻撃をする。
ダライアス外伝
スズキ目魚類では、ステージ6にコブダイ型中ボスが登場する。
上下に移動しながら発射する頭部のガトリング砲と口からの連射ビーム砲が武器。
トビウオ型のザコ敵のクロルも登場。外伝準備案では、バタフライというトビウオ型のボスキャラクターもデザインされていた。
Gダライアス
『Gダライアス』で本種と同じスズキ目魚類では、外洋性魚であるシイラ型の中ボス、ファーストキャプテン（FIRST CAPTAIN）がAゾーンに、前述のアインダートと同じコバンザメ型中ボスのアンガーディアン（UN GUARDIAN）がλ、οゾーンに登場する。
ファーストキャプテンはホーミングミサイルとスパイラルビームを撃ち、キャプチャー後はコマンドでスパイラルビームを撃てる。
アンガーディアンは上下からウェーブを発射する。キャプチャー後のコマンド攻撃では口からのレーザーに加え、頭部からホーミング式の大型ビーム球を撃つ。

## その他
テーマ曲は「BOSS5」で、ややビートのテンポが高い曲。
『ダライアスバースト』のミッションモードでのオリジンシルバーホーク使用時、ミラージュキャッスル戦の時にこの曲がかかる。
しかし、Ⅰの移植作品であるゲームボーイ版の『サーガイア』では、Ⅰの殆どの曲が機種音質に合わせてアレンジ使用されているが、「BOSS5」だけはボツにされている。